# ウ・ヨニ
ウ・ヨニ（朝鮮語: 우연이、本名：ウ・ウンミ（朝鮮語: 우은미）、1968年11月30日 - ）は、大韓民国のトロット歌手。国楽高等学校卒業。
2001年ファン・ミンハが1984年に歌った「男なのに」をカバーしデビューした。その後、トロット界の四天王の一人、ソル・ウンドから歌手と同じ名前の「ウ・ヨンニ」という曲を提供され、ヒットを記録し大衆に広く知られた。 特にこの曲「ウ・ヨンニ」は、女性のカラオケ人気曲に選ばれ、2009年のカラオケ愛唱曲第20位を記録した。

## 経歴
- 2001年 - デビュー
- 2005年 - ソル・ウンドから提供された「ウ・ヨンニ」が大ヒット。
- 2010年11月 - 議政府市広報大使任命